# Френклин (Аризона)
Френклин (енгл. Franklin) насељено је место без административног статуса у америчкој савезној држави Аризона.

## Демографија
По попису из 2010. године број становника је 92.
| Група             | 2000.    | 2010.      |
| Белци             | 0 (0,0%) | 76 (82,6%) |
| Афроамериканци    | 0 (0,0%) | 0 (0,0%)   |
| Азијати           | 0 (0,0%) | 0 (0,0%)   |
| Хиспаноамериканци | 0 (0,0%) | 14 (15,2%) |
| Укупно            | 0        | 92         |